# WP Suspension
WP Suspension är en nederländsk tillverkare av fjädringskomponenter grundat 1977, numera helägt av KTM. WP:s produkter har använts av ett flertal motorcykeltillverkare inom både tävling-, terräng- och gatmotorcyklar, till exempel KTM, Husaberg, BMW och Moto Guzzi. Ursprungligen användes namnet White Power som syftade på de vita fjädrar som var ett igenkänningstecken för WP:s produkter, men man slutade använda namnet 1991 då man inte vill sammankopplas med det likalydande rasistiska slagordet.